# Абішевська сільська рада
Абі́шевська сільська рада (рос. Абишевский сельский совет) — муніципальне утворення у складі Хайбуллінського району Башкортостану, Росія. Адміністративний центр — село Большеабішево.

## Населення
Населення — 911 осіб (2019, 1180 в 2010, 1310 в 2002).

## Склад
До складу поселення входять такі населені пункти:
| Населений пункт              | Населення, осіб (2002) | Населення, осіб (2010) |
| ---------------------------- | ---------------------- | ---------------------- |
| Большеабішево, село          | 460                    | 424                    |
| Большеарслангулово, село     | 175                    | 136                    |
| Малоабішево, присілок        | 5                      | 0                      |
| Малоарслангулово, присілок   | 347                    | 351                    |
| Сакмар-Назаргулово, присілок | 154                    | 120                    |
| Урняк, присілок              | 169                    | 149                    |